# Conan, o Bárbaro
Conan the Barbarian (br/pt: Conan, o Bárbaro) é um filme estadunidense de espada e feitiçaria de 2011, baseado no personagem Conan, criado por Robert E. Howard. É uma nova adaptação, separado dos filmes anteriores da década de 1980, com o ator Arnold Schwarzenegger. O filme conta com Jason Momoa no papel principal, Rose McGowan, Rachel Nichols, Stephen Lang e Ron Perlman, com direção de Marcus Nispel.
As filmagens começaram em 15 de março de 2010, e encerraram em 15 de junho do mesmo ano. Após um ano de pós-produção, que incluiu uma conversão para 3D, estreou em agosto de 2011. O filme foi um fracasso de bilheteria e de crítica.

## Elenco
- Morgan Freeman como o narrador
- Jason Momoa como Conan
- Rose McGowan como Marique
- Rachel Nichols como Tamara
- Ron Perlman como Corin
- Stephen Lang como Khalar Zym
- Bob Sapp como Ukafa
- Saïd Taghmaoui como Ela-Shan
- Leo Howard como Conan (jovem)

## Recepção
No Rotten Tomatoes o filme tem uma taxa de aprovação de 25% com base em 150 comentários dos críticos que é seguido do consenso: "Embora sua violência implacável e sangrenta seja mais fiel aos livros de Robert E. Howard, Conan, The Barbarian, abandona personagens tridimensionais, diálogos e atua em favor de efeitos 3D desnecessários." No Metacritic, o filme recebeu uma pontuação de 36 de 100, com base em 29 críticas, indicando críticas "geralmente desfavoráveis". As pesquisas da CinemaScore relataram que a nota média dos espectadores deu ao filme um "B−" em uma escala de A+ a F.
Nem todos os comentários foram negativos. Betsy Sharkey do Los Angeles Times escreveu que "é com uma certa dose de culpa que eu digo que é uma espécie de explosão perversa de assistir." Apesar de criticar os personagens tradicionais e o roteiro cheio de clichês, a revista Variety também deu uma crítica levemente positiva, afirmando "Com toda a seriedade, Nispel abraça as raízes clássicas da propriedade, colocando este novo Conan diretamente dentro da tradição de fotos de espada e feitiçaria."

## Prêmios e indicações

### Indicações
Saturn Awards
- Melhor maquiagem: 2012